# Fira de Girona
Fira de Girona és la institució firal de Girona i comarques. Es constituí legalment el 1984 com una entitat de caràcter oficial, sense ànim de lucre, amb personalitat jurídica pròpia i amb plena capacitat per l'acompliment dels seus fins.
L'any 1988 s'inaugurà oficialment el Palau de Fires de Girona, les obres del qual finalitzaren el 3 de juny de 1989. L'edifici, de dues plantes, ocupa una superfície de 9.000 m² al Parc de la Devesa, emblemàtic espai natural de la ciutat de Girona.

## Fires i salons

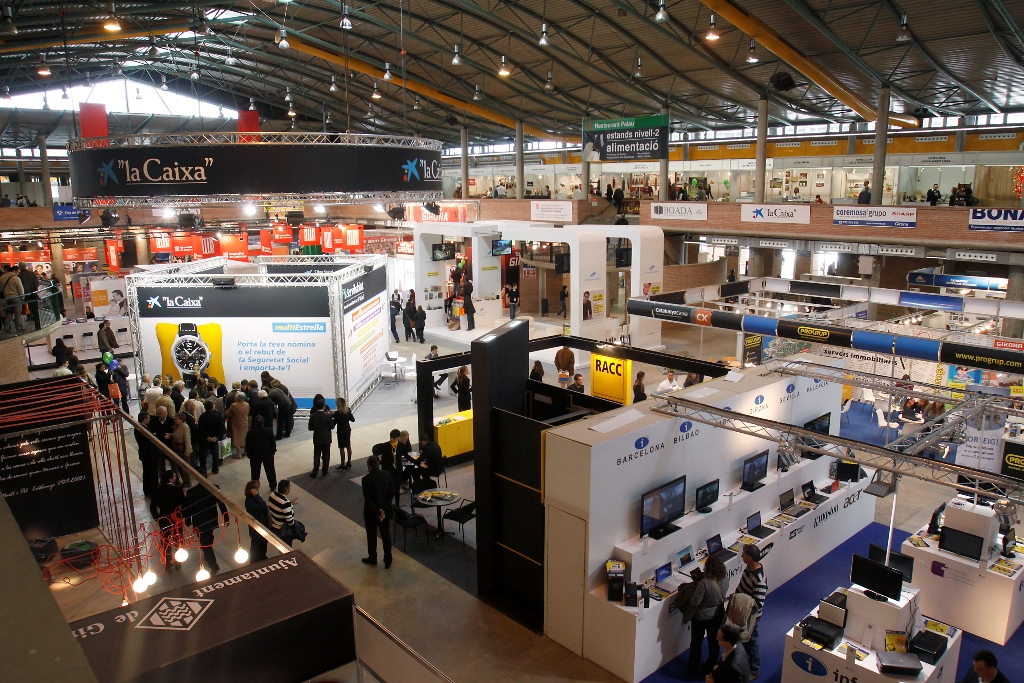
Fira de Mostres

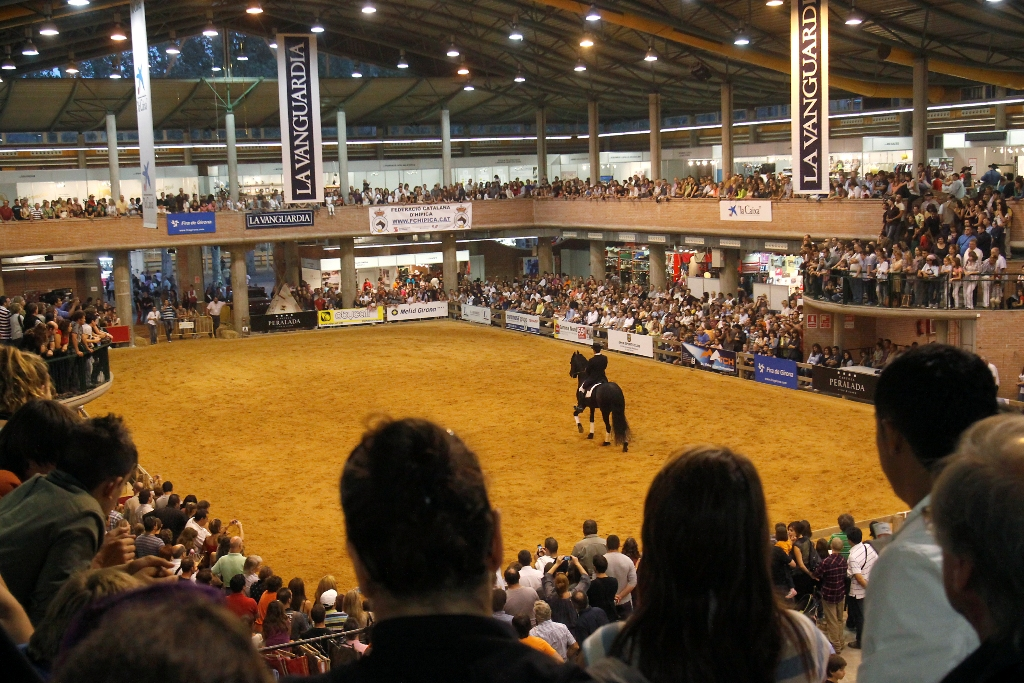
Equus, saló del cavall a Girona

Els objectius de la Fira són la promoció i el foment del comerç, la indústria i els serveis que li estan encomanats, l'expansió dels intercanvis comercials mitjançant la creació i coordinació de tota mena de manifestacions firals. Altres activitats que s'hi celebren són congressos, mítings, concerts, sopars i actes i celebracions d'empreses.
El seu calendari firal consta de 12 fires, entre pròpies i de promotors externs, de caràcter anual i biennal, que són: ExpoJove, Firarebaixa, Fòrum Verd, Fòrum Gastronòmic, Tecnotast, Expocanina, Eco-Sí, Equus, Fira de Mostres, Tot Nuvis, Firatast i Pista de gel.